# Aleksandr Tkaciov
Aleksandr Tkaciov (n. 4 noiembrie 1957, Semiluki⁠(d), RSFS Rusă, URSS) este un gimnast artistic ce a reprezentat Uniunea Republicilor Sovietice Socialiste, medaliat olimpic. A participat la o ediție a Jocurilor Olimpice (1980) în care a câștigat două medalii de aur și o medalie de argint.